# Fangens Søn
Fangens Søn er en stumfilm instrueret af Hjalmar Davidsen.